# 비구강음화
비구강음화(非口腔音化, debuccalization)은 구음 자음이 원래 조음 위치를 잃고 성문으로 이동하는 소리 변화 또는 교대이다(보통 [ h ], [ ɦ ] 또는 [ ʔ ]). [h]와 같은 자음의 발음을 흡인(aspiration)이라고도 하지만, 음성학적으로 흡인은 정지를 수반하는 공기의 폭발이다.
비구강음화는 일반적으로 약음의 하위 유형으로 간주되며 종종 발음의 점진적 변화에 의한 자음의 약화와 관련된 소리 변화로 정의된다. 다른 형태의 약음과 마찬가지로 비구강음화는 공시적 또는 통시적일 수 있다(즉, 시간에 따른 문맥 또는 소리 변화에 따라 언어 내에서 교대를 포함할 수 있음).
비구강음화는 다음과 같은 다양한 유형의 환경에서 발생한다.
- 칸나다어에서와 같이 단어 처음에
- 버마어에서와 같이 단어 끝에
- 여러 영어 변이음(예: litter [ˈlɪʔə]) 또는 토스카나어(집 /la kasa/ → [la ˈhaːsa])